# Bernhardia californica
Bernhardia californica là một loài dương xỉ trong họ Psilotaceae. Loài này được Müll. Hal. mô tả khoa học đầu tiên năm 1856.
Danh pháp khoa học của loài này chưa được làm sáng tỏ. 